# Maarib
Maarib är en ö i Eritrea. Den ligger i den östra delen av landet, 190 km öster om huvudstaden Asmara. Arean är 0,45 kvadratkilometer.
Terrängen på Maarib är mycket platt. Öns högsta punkt är 14 meter över havet. Den sträcker sig 1,3 kilometer i nord-sydlig riktning, och 0,6 kilometer i öst-västlig riktning.